# Dodge Serie DK
La Serie DK è un'autovettura full-size prodotta dalla Dodge dal 1931 al 1932.

## Storia
La Serie DK montava un motore a valvole laterali e otto cilindri in linea da 4.623 cm³ di cilindrata che sviluppava 90 CV di potenza. Su richiesta era possibile avere un motore della medesima cilindrata ma da 100 CV di potenza. Il propulsore era anteriore, mentre la trazione era posteriore. Il cambio era a tre rapporti mentre la frizione era monodisco a secco. I freni erano idraulici sulle quattro ruote.
La vettura era offerta in versione berlina quattro porte, coupé due porte, e cabriolet due porte. Inoltre la vettura era disponibile anche con telaio nudo, cioè senza carrozzeria, allo scopo di dare la possibilità all'acquirente di completare la vettura dal proprio carrozziere di fiducia.